# Barraca de la plana de la Graiera 2
La Barraca de la plana de la Graiera 2 és una barraca de vinya de Calafell (Baix Penedès) protegida com a Bé Cultural d'Interès Local.

## Descripció
Es tracta d'una edificació de planta quadrangular amb un sol espai interior. La porta d'entrada, que és situada al costat esquerre de la cara sud, és de forma rectangular i té una llinda en forma de tronc de fusta. Ha perdut la volta i, actualment, tot l'espai interior està replè amb pedres.
Els murs i la volta són fets amb peces irregulars de pedra unides en sec amb l'ajut de falques, també de pedra, de dimensions més petites. Els murs tenen un rebliment de pedruscall.